# Micromus lanceolatus
Micromus lanceolatus är en insektsart som beskrevs av Navás 1910. Micromus lanceolatus ingår i släktet Micromus, och familjen florsländor. Inga underarter finns listade.